# Béarn
«Беарн» (фр. Béarn) — французький авіаносець 1930-1960-х років. Названий на честь історичної області Франції Беарн.

## Історія створення
«Беарн» був закладений 10 січня 1914 року на верфі «Forges et Chantiers de la Méditerranée» у Ла-Сейн-сюр-Мері як лінкор типу «Норманді». Спущений на воду у травні 1920 року. Але добудові корабля завадив Вашингтонський морський договір, який обмежував тоннаж лінійного флоту. Тому у 1922 році французький уряд вирішив перебудувати корабель на авіаносець.
Розробка авіаносця проводилась за допомогою англійців, які передали французам креслення авіаносця «Ігл». Будівництво корабля відновилось у серпні 1923 року, але роботи йшли повільно через нестачу коштів, а також через відсутність зацікавленості з боку командування ВМС Франції, яке не розуміло бойової цінності такого великого, проте слабо захищеного (на його думку) корабля.
Зрештою у травні 1927 року корабель вступив у стрій.

## Конструкція

### Корпус
Польотна палуба мала розміри 180×27 м. Ангар був двоярусним, але готові до використання літаки розміщувались лише у верхньому ангарі, розмірами 124×19,5 м. У нижньому ангарі (98 x 18 м) розміщувались літаки у розібраному стані, а також ремонтні майстерні. Літаки піднімались наверх трьома електричними ліфтами (два 15,25 x 15,7, один 8,2 x 12,2). На польотній палубі було три лінії аерофінішерів, пізніше їх кількість збільшили до п'яти.
Бронювання складалось з 80-мм поясу в районі ватерлінії довжиною 83 м та броньованої палуби товщиною 25 мм.

### Силова установка
За проектом, лінкори типу «Норманді» мали мати комбіновану енергетичну установку — два вали обертались турбінами, а два паровими машинами. Але останній, п'ятий корабель мав мати тільки турбіни. Але після припинення будівництва лінкорів на «Беарні» встановили механізми, призначені для головного корабля серії. Таким чином, авіаносець мав парові машини для крейсерського ходу та турбіни — для повного.

### Озброєння
Артилерійське озброєння корабля складалось з восьми 155-мм гармат, розміщених в носовому та кормовому казематах, 70-мм захищених бронею. Основним призначенням для цих гармат планувалась боротьба з ворожими есмінцями. Зенітне озброєння складалось з шести 75-мм гармат, які у 1937 році підсилили встановленням восьми 37-мм зенітних автоматів.
У 1943—1944 роках під час ремонту у США «Беарн» був повністю переобладнаний американською артилерією — чотирма 127-мм гарматами, 6 чотириствольними 40-мм автоматами «Бофорс» та 26 одноствольними 20-мм зенітними автоматами «Ерлікон».
«Беарн» був єдиним авіаносцем часів Другої світової війни, який мав торпедні апарати, встановлені на висоті 1,5 м над ватерлінією.

### Авіагрупа
Авіаносець «Беарн» був розрахований на розміщення 40 літаків — ескадрильї з 12 торпедоносців, ескадрильї з 12 розвідників та 8 винищувачів. Але на 1939 рік авіагрпупа складалась лише з 25 літаків.

## Історія служби

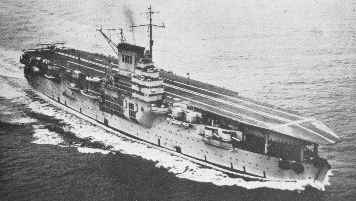
«Беарн» у 1937 році

Після вступу у стрій і до 1935 року «Беарн» ніс службу на Середземному морі з короткочасними виходами в Атлантичний океан. У травні 1929 року підтримував десант в Марокко, де йшла війна з племенами рифів.
У 1935 році пройшов ремонт та модернізацію в Тулоні. Восени 1936 року прибув до Бреста і до початку Другої світової війни перебував у складі Атлантичної ескадри ВМС Франції.
У жовтні 1939 року «Беарн» був включений до складу групи французьких та британських кораблів (З'єднання L) з пошуку німецького надводного рейдера «Адмірал граф Шпеє», але через малу швидкість лише епізодично залучався до пошуку підводних човнів у Біскайській затоці.
З листопада 1939 року по червень 1940 року «Беарн» доставляв сухопутні літаки зі США у Францію. Наприкінці 1939 року доставив у США 250 т золота як оплату за американські літаки. У травні 1940 року доставив частину золотого запасу Франції у Галіфакс.
Під час капітуляції Франції «Беарн» перебував на Мартиніці. Корабель залишився під контролем режиму Віші, 1 травня 1942 року за згодою зі США був роззброєний. 30 червня 1943 року авіаносець був переданий ВМС Вільної Франції.
З осені 1943 року по березень 1945 року «Беарн» пройшов ремонт та модернізацію у Новому Орлеані і до кінця війни використовувався для доставки сухопутних літаків у Францію.
Після закінчення війни «Беарн» протягом 1945—1947 років перевозив літаки в Індокитай. На початку 1950-х років був переобладнаний на плавбазу підводних човнів у Тулоні.
У листопаді 1966 року корабель був виключений зі списків флоту і в березні 1967 року проданий на злам в Італію.